# ヒサゴ
ヒサゴ株式会社（英: HISAGO Co.,Ltd.）は、愛知県名古屋市東区に本社を置くラベルや伝票を中心とする事務用品メーカーである。また、2001年から2007年は名古屋グランパスエイトのユニフォームの袖のスポンサーであった。

## 沿革
- 1939年（昭和14年）2月 - 「小川封筒店」として創業。
- 1942年（昭和17年） - 「小川紙工有限会社」を設立。
- 1948年（昭和23年） - 株式会社への組織変更により「小川紙工株式会社」となる。
- 1964年（昭和39年） - 「ヒサゴ印伝票株式会社」に商号を変更。
- 1992年（平成4年） - 「ヒサゴ株式会社」に商号を変更。
- 2007年（平成19年）11月1日 - 「ヒサゴオフィスサービス株式会社」に商号を変更。営業部門は分離独立し新「ヒサゴ株式会社」を設立。

## 事業所
- 本社（愛知県名古屋市東区）
- 東京オフィス（東京都渋谷区）
- 大阪オフィス（大阪府大阪市北区）

## 関連会社
- ヒサゴオフィスサービス株式会社
- 株式会社KALBAS